# Гаета
Гаѐта (на италиански: Gaeta) е град и община в Централна Италия, провинция Латина, регион Лацио. Разположен е на 2 m надморска височина, на брега на Тиренското море, с малко пристанище. Населението на града е 21 668 души (към март 2010).